# Oskar Åkerström
Ernst Oskar Åkerström, född 15 oktober 1896 i Skellefteå, död 3 november 1964 i Sankt Örjans församling, var en svensk pappersmassearbetare och senare riksdagspolitiker (socialdemokrat). Han var gift med Henna Åkerström (1900–1977).
Åkerström var från 1937 riksdagsledamot i andra kammaren där han representerade Västerbottens läns valkrets. Han var den riksdagsman i Sverige som först (år 1944) motionerade om allmän tjänstepension (senare kallat ATP). Makarna Åkerström är begravda på Skogskyrkogården i Skellefteå.